# Альдо Донаті
Альдо Донаті (італ. Aldo Donati; 29 вересня 1910, Будріо — 3 листопада 1984, Рим) — італійський футболіст, півзахисник.
Насамперед відомий виступами за клуби «Болонья» та «Рома».
Триразовий чемпіон Італії. Дворазовий володар Кубка Мітропи. У складі збірної — чемпіон світу.

## Клубна кар'єра
У дорослому футболі дебютував 1929 року виступами за команду клубу «Болонья», в якій провів вісім сезонів, взявши участь у 62 матчах чемпіонату. За цей час двічі виборював титул чемпіона Італії, ставав володарем Кубка Мітропи (також двічі).
Своєю грою за цю команду привернув увагу представників тренерського штабу клубу «Рома», до складу якого приєднався 1937 року. Відіграв за «вовків» наступні шість сезонів своєї ігрової кар'єри. Більшість часу, проведеного у складі «Роми», був основним гравцем команди. За цей час додав до переліку своїх трофеїв ще один титул чемпіона Італії.
Завершив професійну ігрову кар'єру у клубі «Інтернаціонале», за команду якого виступав протягом 1945—1946 років.

## Виступи за збірну
1938 року був включений до складу національної збірної Італії для участі у чемпіонату світу 1938 року у Франції, на якому італійці захистили свій титул чемпіонів світу. Проте в рамках матчів світової першості на поле жодного разу не вийшов, в подальшому до лав національної команди не залучався.

## Титули і досягнення
- Чемпіон Італії (3):

«Болонья»: 1935–36, 1936–37
«Рома»: 1941–42
- Володар Кубка Мітропи (2):

«Болонья»: 1932, 1934
- Чемпіон світу (1):

1938

## Статистика виступів

### Статистика виступів у кубку Мітропи
| №                      | Розіграш               | Стадія                 | Дата та місце проведення | Команда 1              | Рахунок                                            | Команда 2         | Голи та інші дії |
| ---------------------- | ---------------------- | ---------------------- | ------------------------ | ---------------------- | -------------------------------------------------- | ----------------- | ---------------- |
| 1                      | 1932                   | 1/4                    | 28.06.1932, Прага        | Спарта (Прага)         | 3:0                                                | Болонья           | 34' (аг)         |
| 2                      | 1934                   | 1/8                    | 17.06.1934, Болонья      | Болонья                | 2:0 [Архівовано 5 травня 2021 у Wayback Machine.]  | Бочкаї (Дебрецен) |                  |
| 3                      | 1934                   | 1/4                    | 1.07.1934, Болонья       | Болонья                | 6:1 [Архівовано 25 лютого 2021 у Wayback Machine.] | Рапід (Відень)    |                  |
| 4                      | 1934                   | 1/4                    | 8.07.1934, Відень        | Рапід (Відень)         | 4:1 [Архівовано 25 лютого 2021 у Wayback Machine.] | Болонья           |                  |
| 5                      | 1934                   | 1/2                    | 15.07.1934, Будапешт     | Ференцварош            | 1:1 [Архівовано 5 травня 2021 у Wayback Machine.]  | Болонья           |                  |
| 6                      | 1934                   | 1/2                    | 22.07.1934, Болонья      | Болонья                | 5:1 [Архівовано 5 травня 2021 у Wayback Machine.]  | Ференцварош       |                  |
| 7                      | 1934                   | Фінал                  | 5.09.1934, Відень        | Адміра (Відень)        | 3:2 [Архівовано 25 лютого 2021 у Wayback Machine.] | Болонья           |                  |
| 8                      | 1934                   | Фінал                  | 9.09.1934, Болонья       | Болонья                | 5:1 [Архівовано 25 лютого 2021 у Wayback Machine.] | Адміра (Відень)   |                  |
| 9                      | 1936                   | 1/8                    | 28.06.1936, Відень       | Аустрія (Відень)       | 4:0 [Архівовано 25 лютого 2021 у Wayback Machine.] | Болонья           |                  |
| Всього в кубку Мітропи | Всього в кубку Мітропи | Всього в кубку Мітропи | Всього в кубку Мітропи   | Всього в кубку Мітропи | 9                                                  | Голи              | 0                |